# Рен (Француска)
Рен (фр. Rennes, брет. Roazhon, гал. Resnn) је главни град француског региона и некадашње грофовије Бретања. Истовремено је и главни град департмана Ил и Вилен. По подацима из 2012. године број становника у месту је био 209.860. Рен је десети највећи град Француске.

## Географија
Рен се налази на западу Француске, на истоку Бретање, и на ушћу реке Иј у Вилен. Простире се на површини од 50,39 km². 
У ширем градском подручју живи 700.000 људи.

## Демографија
| 1962.   | 1968.   | 1975.   | 1982.   | 1990.   | 1999.   | 2006.   | 2011.   |
| ------- | ------- | ------- | ------- | ------- | ------- | ------- | ------- |
| 151.948 | 180.943 | 198.305 | 194.656 | 197.536 | 206.229 | 209.613 | 208.033 |

## Култура
Рен има два универзитета, конзерваторијум и више високих школа. У граду студира око 63.000 студената. У граду постоји опера и Национално позориште Бретање.

## Индустрија
Поред производње аутомобила (фабрика Ситроен), телекомуникације су значајна привредна грана.

## Партнерски градови
- Познањ
- Ексетер
- Рочестер
- Ерланген
- Брно
- Сендај
- Левен
- Корк
- Sétif
- Ђинан
- Алмати
- Bandiagara Cercle
- Сибињ